# ولادة الكرة

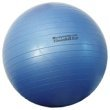
كرة الولادة النموذجية

كرة الولادة أو كرة العمل عبارة عن كرة كبيرة مملوءة بالهواء مصنوعة من كلوريد متعدد الفاينيل (كرة مطاطية يتراوح قطرها بين 55 و75 سم (30 بوصة). يمكن للمرأة أن تجلس عليها أثناء المخاض. تسمح كرة الولادة للمرأة بالرجوع جيئة وذهابًا على سطح أكثر ليونة. قد تحتاج المرأة على كرة الولادة إلى شخص مساند للحفاظ على ثباتها. قد تكون كرة الولادة مفيدة بشكل خاص أثناء المخاض الخلفي. تختلف سياسات المستشفيات حول كرات الولادة، ويعزى ذلك جزئيًا إلى أن هذه الكرات توفر مقعدًا غير مستقر إلى حد ما، وتشعر بعض المستشفيات بالقلق حيال سلامتها إذا سقطت امرأة أثناء الولادة. وغالبًا ما يستخدم أثناء الولادة الطبيعية.